# Santander de Quilichao
Santander de Quilichao ist eine Gemeinde (municipio) im Norden des Departamentos Cauca in Kolumbien.

## Geographie
Santander de Quilichao liegt im Norden von Cauca, 97 km nördlich von Popayán und 45 km südlich von Cali. Die Gemeinde grenzt im Norden an Villa Rica und Jamundí (Valle del Cauca), im Westen an Buenos Aires, im Osten an Caloto und Jambaló und im Süden an Caldono.

## Bevölkerung
Die Gemeinde Santander de Quilichao hat 99.354 Einwohner, von denen 58.311 im städtischen Teil (cabecera municipal) der Gemeinde leben (Stand: 2019).

## Geschichte
Santander de Quilichao wurde von den Spaniern 1543 als Jamaica de los Quilichao gegründet. Das Wort Quilichao ist indigenen Ursprungs, die genaue Bedeutung ist jedoch nicht mehr bekannt. Seit 1755 trägt der Ort den heutigen Namen.

## Wirtschaft
Der wichtigste Wirtschaftszweig von Santander de Quilichao ist die Landwirtschaft, insbesondere der Anbau von Kaffee, Zuckerrohr, Ananas und Maniok. Zudem gibt es Rinderproduktion. Darüber hinaus befindet sich der industrielle Sektor im Wachstum.

## Söhne und Töchter der Stadt
- Norma González (* 1982), Leichtathletin
- Adrián Ramos (* 1986), Fußballspieler
- Luis Sinisterra (* 1999), Fußballspieler